# Pouch' le bouton
 (avril 2011).
Si vous disposez d'ouvrages ou d'articles de référence ou si vous connaissez des sites web de qualité traitant du thème abordé ici, merci de compléter l'article en donnant les références utiles à sa vérifiabilité et en les liant à la section « Notes et références ».
Pouch' le bouton est un jeu de télévision adapté de l'émission anglaise Ant & Dec's Push the Button, présenté par Vincent Lagaf' et diffusé du 7 mai au 11 juin 2011 à 20h45 sur TF1.

## Principe
Dans ce jeu, quatre familles s'opposent, les deux familles qui ont la plus forte cagnotte accèdent en finale. 
« Le principe du jeu est simple : quatre familles vont disposer d'un capital de départ de 100 000 euros et s'opposeront dans des épreuves. 
Mais attention, le chronomètre tourne et à chaque seconde, c'est un peu d'argent qui part en fumée. Lors de chaque fin de manche, il faudra que le candidat appuie sur le bouton pour stopper le chronomètre. Pour cette émission, Vincent Lagaf' enfilera une dizaine de costumes, aussi fous et insolites les uns que les autres ».

## Le compteur
Chaque famille dispose donc de 100 000 € pour commencer l'émission mais seul problème, chaque seconde qui passe vas coûter de l'argent à la famille, selon TF1, c'est 50 € qui s'écoulait du compte en banque des familles par seconde. Chaque famille disposait donc d'un compteur de 2 000 secondes pour finir les épreuves (100 000 : 50). Ce compteur était réglé a la milliseconde près pour rester équitable.

## Audiences
| Émission | Jour et horaire de diffusion    | Téléspectateurs | Parts de marché (sur les 4 ans et plus) | Classement des audiences de la soirée | Référence |
| -------- | ------------------------------- | --------------- | --------------------------------------- | ------------------------------------- | --------- |
| 1        | Samedi 7 mai 2011 20:45-23:15   | 4 083 000       | 20,3 %                                  | 2e                                    | [ 2 ]     |
| 2        | Samedi 11 juin 2011 20:45-23:15 | 3 362 000       | 18 %                                    | 2e                                    | [ 3 ]     |